# Pladestudie
Et pladestudie er et sted hvor musikalske kunstnere kan indspille og mixe numre. Et studie består typisk af et til flere indspilningsrum med instrumenter og mikrofoner og et kontrolrum med teknisk udstyr så som mixerpult, optagemedie og outboard. Outboard kan være ting som equalizere, kompressorer, rumklange og delaymaskiner, der bruges til for og efterbehandling af lydsignalet. Studiernes personale er som regel behjælpelige med at rådgive og vejlede kunstnerne om de lyd og produktionsmæssige forhold undervejs.
| Musik | Spire Denne musikartikel er en spire som bør udbygges. Du er velkommen til at hjælpe Wikipedia ved at udvide den. |